# 童子功
童子功是源自中國的一種气功功法，也是少林功夫的一部分。它可以進一步分為坐式功和卧式功。童子功據說應該在生長發育前練起，並且先练腿、腰，然后做动作，必須长年坚持不断，這樣整個人才能有良好的柔韧性，即使年逾古稀仍能像孩童一樣身體柔軟，而且還必須晚婚。一旦骨骼發育完全，童子功就很难掌握。 